# Andreas Burckhardt (Politiker)
Andreas Burckhardt (* 21. Mai 1951 in Basel) ist ein Schweizer Politiker (LDP) und Manager. 
Burckhardt besuchte das Gymnasium am Münsterplatz, das er mit der Matur abschloss. Danach studierte er Jus an den Universitäten Basel und Genf und promovierte. Burckhardt gehörte der Mittelschulverbindung Paedagogia Basiliensis an und ist Mitglied der Zofingia.
Als Angehöriger der Familie Burckhardt und des «Daigs» gehört er traditionsgemäss der LDP an. Er begann seine politische Karriere im Bürgerrat und als Präsident des Basler Bürgerspitals. Von 1997 bis 2011 war er Mitglied des Grossen Rates des Kantons Basel-Stadt, im 2006/07 Grossratspräsident. 
Von 1994 bis 2011 war er Direktor der Handelskammer beider Basel. Im April 2011 wurde er zum Präsidenten des Verwaltungsrats der Bâloise gewählt.
Im Militär war Andreas Burckhardt Oberst und Kommandant des Stadtkommandos 211 (Basel) von 1997 bis 1999. Von 1996 bis 2003 war er Oberschützenmeister der Basler Feuerschützen.
Burckhardt ist verheiratet und hat drei Kinder.